# Alfred Cogniaux
Célestin Alfred Cogniaux, född 7 april 1841 i byn Robechies i Hainaut, död 15 april 1916 i Genappe, var en belgisk botaniker. 
Cogniaux blev filosofie doktor 1861 i Nivelles och lärare där 1862 samt konservator vid Bryssels botaniska trädgård 1872. Han var professor i naturalhistoria 1880–1884 i Jodoigne och 1884–1901 i Verviers. Han författade familjerna gurkväxter, medinillaväxter och orkidéer i "Flora brasiliensis" (1878–1906).
Auktorsnamnet Cogn. kan användas för Alfred Cogniaux i samband med ett vetenskapligt namn inom botaniken; se Wikipediaartiklar som länkar till auktorsnamnet.